# Glukonat 2-dehidrogenaza
Glukonat 2-dehidrogenaza (EC 1.1.1.215, 2-keto-D-glukonat reduktaza, 2-ketoglukonat reduktaza) je enzim sa sistematskim imenom D-glukonat:NADP+ oksidoreduktaza. Ovaj enzim katalizuje sledeću hemijsku reakciju
-glukonat + + {\displaystyle \rightleftharpoons } 2-dehidro-D-glukonat + +
Takođe deluje na L-idonat, D-galaktonat i D-ksilonat.

## Literatura
- Nicholas C. Price; Lewis Stevens (1999). Fundamentals of Enzymology: The Cell and Molecular Biology of Catalytic Proteins (Third изд.). USA: Oxford University Press. ISBN 019850229X.
- Eric J. Toone (2006). Advances in Enzymology and Related Areas of Molecular Biology, Protein Evolution (Volume 75 изд.). Wiley-Interscience. ISBN 0471205036.
- Branden C; Tooze J. Introduction to Protein Structure. New York, NY: Garland Publishing. ISBN 0-8153-2305-0.
- Irwin H. Segel. Enzyme Kinetics: Behavior and Analysis of Rapid Equilibrium and Steady-State Enzyme Systems (Book 44 изд.). Wiley Classics Library. ISBN 0471303097.

## Spoljašnje veze
- Gluconate+2-dehydrogenase на 